# Зінгахенбах
Зінгахенбах (нім. Sienhachenbach) — громада в Німеччині, розташована в землі Рейнланд-Пфальц. Входить до складу району Біркенфельд. Складова частина об'єднання громад Геррштайн.
Площа — 7,60 км2. Населення становить 180 ос. (станом на 31 грудня 2020).